# Бардина, Софья Илларионовна
Со́фья Илларио́новна Ба́рдина (родилась 15 июня 1853 года, имение Дьячье, Шацкий уезд, Тамбовская губерния, Российская империя — погибла 14 апреля 1883 года, Женева, Швейцария) — деятельница народнического движения 1870-х годов.

## Биография
Софья Илларионовна Бардина являлась дворянкой Тамбовской губернии, дочерью землевладельца, бывшего моршанского частного пристава. Родилась в селе Дьячьем (Шацкий уезд Тамбовская губерния). В 1871 году окончила с отличием Тамбовский институт благородных девиц и уехала в Цюрих, где слушала лекции на медицинском факультете Цюрихского университета. Там С. Бардина принимает активное участие в делах революционной эмиграции, работает в наборной газеты «Вперёд!», входит в женский революционный кружок «Фричи», где, будучи старшей по возрасту (в основном девушки 17—18 лет, в том числе Вера Фигнер, Ольга и Вера Любатович) и, соответственно, образованней, становится лидером. Позднее, в 1877 году, участницы кружка предстанут перед судом почти в полном составе во время так называемого московского «Процесса пятидесяти».
В конце 1874 года Бардина возвращается в Россию и, поступив на фабрику в Москве, ведёт там революционную пропаганду. Арестованная 4 апреля 1875 года, она стала участником «Процесса пятидесяти», проходившем с 21 февраля по 14 марта 1877 года в суде Особого присутствия правительствующего Сената.
9 марта 1877 года Софья произнесла на суде свою знаменитую речь, в которой утверждала, что она «мирная пропагандистка», что такая пропаганда ведётся совершенно открыто во всем культурном мире, что она, Бардина, вовсе не враг семьи, собственности и государства, как в этом старается уверить судей прокуратура, а стремится лишь к тому, чтобы эти институты были реформированы на более справедливых основаниях:

«Я не прошу у вас милосердия, я не желаю его, — я убеждена, что наступит день, когда даже и наше сонное и ленивое общество проснётся и стыдно ему станет, что оно так долго позволяло безнаказанно топтать себя ногами, вырывать у себя своих братьев, сестёр и дочерей и губить их за одну только свободную исповедь их убеждений. Преследуйте нас, за вами пока материальная сила, господа, но за нами сила нравственная, сила исторического прогресса, сила идеи, а идеи — увы! — на штыки не улавливаются».

Была приговорена к десяти годам каторжных работ, но при конфирмации этот приговор был заменён поселением в Сибири; 9 января 1878 года водворена в Ишиме Тобольской губернии.
27 декабря 1880 года бежала из ссылки; появилась в России, но почувствовала, что её силы надломлены. Уехала за границу, но то же душевное состояние не оставляло её и там, и 14 апреля 1883 года застрелилась в Женеве.